# Fiat CR.32
Fiat CR.32 là một loại máy bay tiêm kích hai tầng cánh của Ý, nó được sử dụng trong Nội chiến Tây Ban Nha và Chiến tranh thế giới II. Đây là một chiếc máy bay Fiat nhỏ gọn, mạnh mẽ và khả năng thao diễn tốt. CR.32 đã bay ở chiến trước Bắc và Đông Phi, ở Albania và tại Địa Trung Hải. CR.32 đã phục vụ trong biên chế Trung Quốc, Áo, ]], Hungary, Paraguay và Venezuela. Được sử dụng rộng rãi trong cuộc nội chiến Tây Ban Nha, tại đây nó đã được coi như một trong những máy bay tiêm kích hai tầng cánh xuất sắc nhất mọi thời đại. Nhưng ssau đó các thiết kế một tầng cánh nhanh chóng xuất hiện và CR.32 trở nên lỗi thời vào năm 1939.

## Phát triển
Fiat CR.32 do Celestino Rosatelli thiết kế. Bắt nguồn từ thiết kế của Fiat CR.30. CR.32 là mẫu máy bay tiêm kích hai tầng cánh nhỏ gọn hơn. Mẫu thử MM.201 bay lần đầu ngày 28 tháng 4 năm 1933 từ sân bay của công ty Fiat tại Turin.

## Biến thể
CR.32
CR.32bis
CR.32ter
CR.32quater
CR.33
CR.40
CR.40bis
CR.41
HA-132L Chirri

## Quốc gia sử dụng
Áo
- Không quân Áo mua 45 chiếc CR.32bis[6]

 Cộng hòa Trung Hoa
- Không quân Trung Hoa Dân quốc

 Đức
- Luftwaffe

 Hungary
- Không quân Hoàng gia Hungary

 Ý
- Regia Aeronautica

 Paraguay
- Không quân Paraguay mua 5 chiếc vào năm 1938.

- Không quân Tây Ban Nha

 Venezuela
- Không quân Venezuela mua 9 chiếc vào năm 1938.

## Tính năng kỹ chiến thuật (CR.32)

### Đặc điểm riêng
- Tổ lái: 1
- Chiều dài: 7,47 m (24 ft 6 in)
- Sải cánh: 9,5 m (31 ft 2.25 in)
- Chiều cao: 2,36 m (7 ft 9 in)
- Diện tích cánh: 22,1 m² (237,88 ft²)
- Trọng lượng rỗng: 1.455 kg (3.210 lb)
- Trọng lượng có tải: 1.975 kg (4.350 lb)
- Động cơ: 1 x Fiat A30 RA-bis V12, 447 kW (600 hp)

### Hiệu suất bay
- Vận tốc cực đại: 360 km/h (224 mph)
- Vận tốc hành trình:
- Tầm bay: 781 km (485 mi)
- Trần bay: 8.800 m (28.870 ft)
- Vận tốc lên cao: 9 m/s (1.822 ft/phút)

### Vũ khí
- 2 khẩu 7,7 mm (.303 in) hoặc 12,7 mm (.5 in) súng máy Breda-SAFAT
- Bom: Mang được tới 100 kg (220 lb)

### Máy bay có sự phát triển liên quan
- Fiat CR.42

### Máy bay có tính năng tương đương
- Polikarpov I-15

### Chuỗi định danh
CR.20 -
CR.25 -
CR.30 -
CR.32 -
CR.33 -
CR.40 -
CR.41

### Danh sách khác
- Danh sách máy bay quân sự giữa hai cuộc chiến tranh thế giới